# Elizabeth Salamatu Forgor
Elizabeth Salamatu Forgor là một nhà ngoại giao Ghana và là thành viên của Đảng yêu nước mới của Ghana. Cô hiện là đại sứ của Ghana tại Namibia.

## Đại sứ bổ nhiệm
Vào tháng 7 năm 2017, Tổng thống Nana Akuffo-Addo đã chỉ định Elizabeth Forgor làm đại sứ của Ghana tại Namibia. Cô là một trong số hai mươi hai người Ghana nổi tiếng khác, những người được chỉ định đứng đầu các phái bộ ngoại giao Ghana khác nhau trên thế giới.